# Wilanów
Wilanów (von italienisch: Villanova) ist ein Stadtbezirk von Warschau. Er liegt am westlichen Ufer der Weichsel und am Südrand der Stadt. Zum benachbarten Stadtbezirk Ursynów wird er von der Warschauer Weichselböschung abgegrenzt. Von 1994 bis 2002 war Wilanów ein Stadtbezirk mit dem Status einer selbständigen Gemeinde.
Mit der Anzahl von 14.000 Einwohnern war Wilanów bis zur Errichtung des Stadtteiles Miasteczko Wilanów (2002–2020) der bevölkerungsmäßig kleinste und mit 355 Einwohnern/km² der am dünnsten besiedelte Stadtbezirk der polnischen Hauptstadt. Bis zum Jahr 2020 verdreifachte sich so die Einwohnerzahl auf 42.000.
Geprägt und über die Grenzen Polens hinaus bekannt ist der Stadtbezirk durch den Wilanów-Palast.

## Geschichte

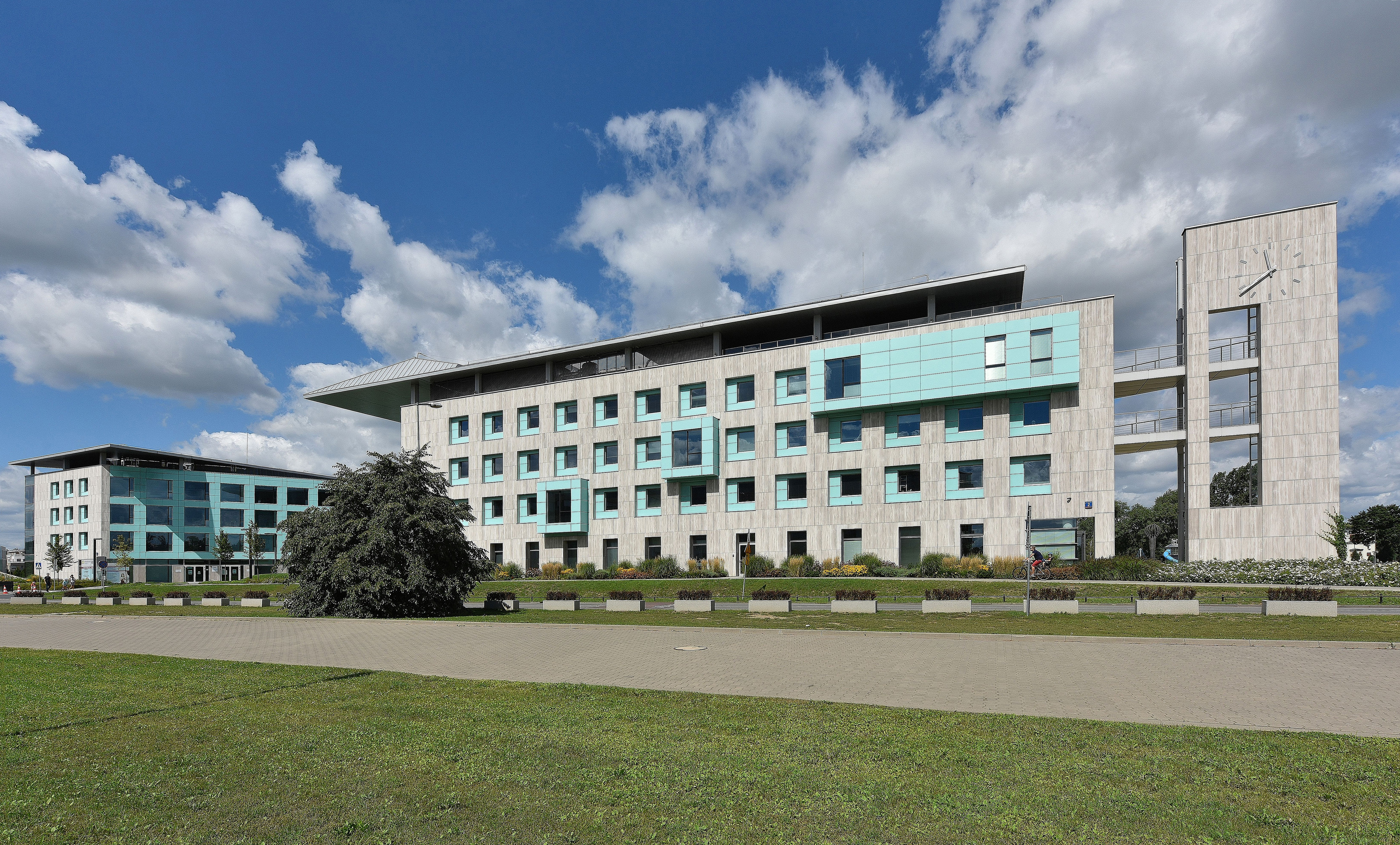
Bezirksrathaus

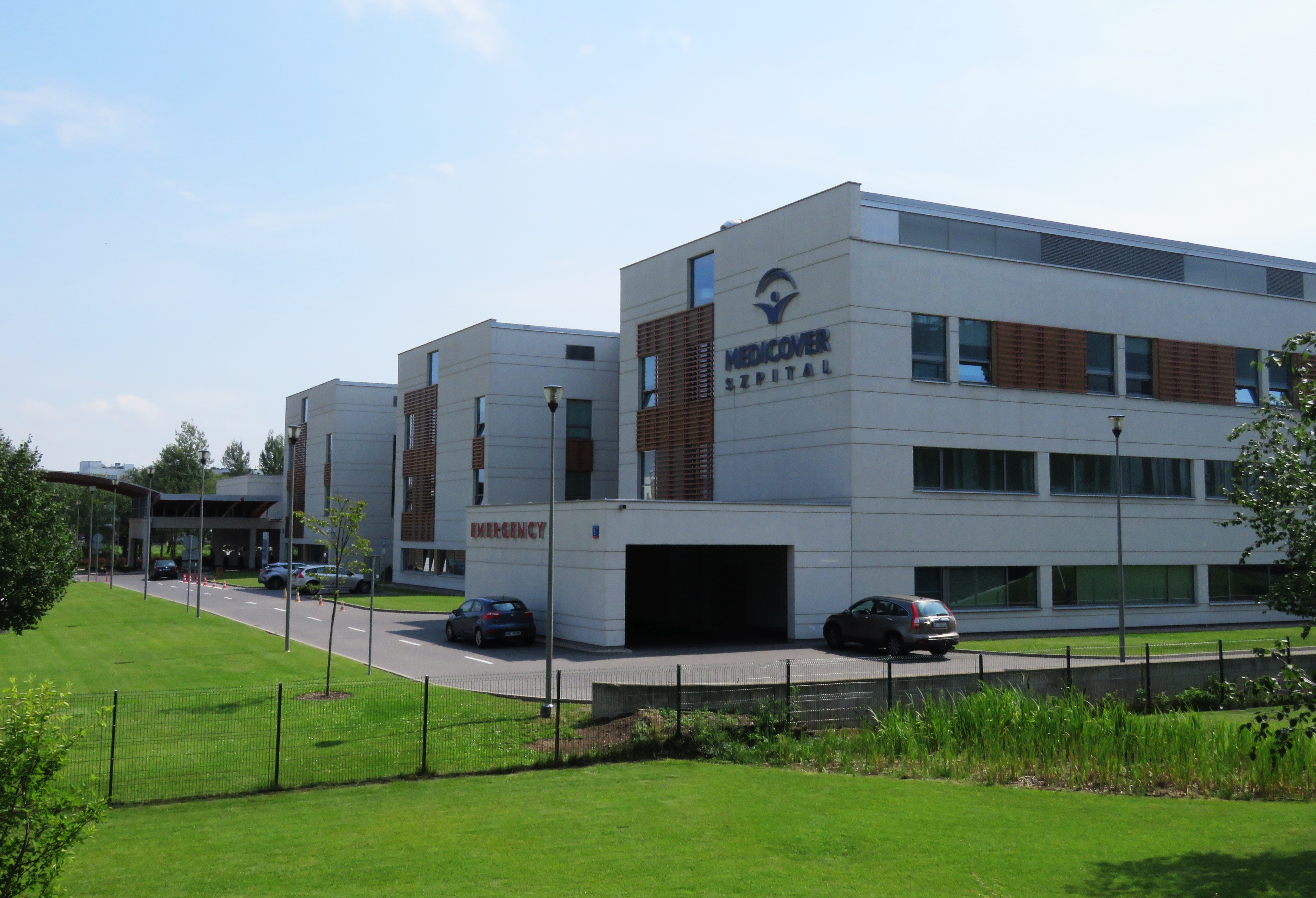
Das private Medicover-Krankenhaus

Wilanów gehört zu den ältesten Ortschaften in der Umgebung des historischen Warschaus. Früheste Siedlungsspuren stammen aus den Jahren 150 bis 50 v. Chr. Bis zur zweiten Hälfte des 17. Jahrhunderts wurde der Name Milanów verwendet, der auf das Dorf Milanowo zurückgeht. Bis 1388 gehörte diese Ortschaft zur Benediktinerabtei in Płock und ging dann in den Besitz von Trojden I (um 1284–1341, Herzog des südöstlichen Masowiens) über. In der Folgezeit gehörte es den Familien Milanowski und Leszczyński. Bogusław Leszczyński errichtet in der zweiten Hälfte des 17. Jahrhunderts einen barocken Palast, der in den kommenden Jahrzehnten stetig erweitert werden sollte. Ab 1677 wirkte hier Jan Sobieski.
1720 erwarb Elżbieta Sieniawska den Besitz, der danach in die Hände von August Czartoryski überging. Unter ihm wurde er von August II genutzt. Die nächste Besitzerin, Izabella Lubomirska, ließ den Schlosskomplex erweitern. Ihr Schwiegersohn, Stanisław Kostka Potocki, richtete hier 1805 eines der ersten Museen Polens ein. Ende des 19. Jahrhunderts wurde Wilanów zum beliebten Ausflugsziel für Warschauer. Seit 1895 verband die Schmalspurbahn Kolej Wilanowska den Vorort mit der Stadt. 1892 war der Besitz an die Familie Branicki gekommen. Im Zweiten Weltkrieg beschädigten deutsche Truppen den Palast, anders als die meisten Palastanlagen in der Stadt Warschau wurde er aber nicht zerstört. Im Jahr 1945 folgte die Enteignung der Palastanlage und der damit verbundenen Ländereien.
Im Bezirk – in der Nähe des Palastanlage – haben sich Botschaften und viele Botschafterresidenzen angesiedelt. Da hier auch viele weitere Ausländer leben, entstanden in den 2000er Jahren mehrere internationale Kindergärten und Schulen; darunter befindet sich die deutschsprachige Willy-Brandt-Schule und die British Primary School. In Miasteczko Wilanów eröffnete 2009 das Szpital Medicover, das erste private Krankenhaus Polens.
Im Jahr 2005 wurde an der Ulica Syta die Kläranlage „Południe“ in Betrieb genommen. Im Herbst 2021 wird der durch den Stadtbezirk führende Warschauer Schnellstraßenring mit der Anschlussstelle Węzeł Przyczółkowa fertiggestellt sein. Diese West-Ost-Verkehrsverbindung, die über die ebenfalls neu errichtete Most Południowy führt, soll gemeinsam mit der zeitgleich verlängerten Ulica Branickiego die zur Hauptverkehrszeit stark belasteten, wichtigsten Straßen des Bezirks (Aleja Wilanowska, Ulica Jana III Sobieskiego, Ulica Przyczółkowa und Ulica Wiertnicza) entlasten.

## Wilanów-Palast-Komplex

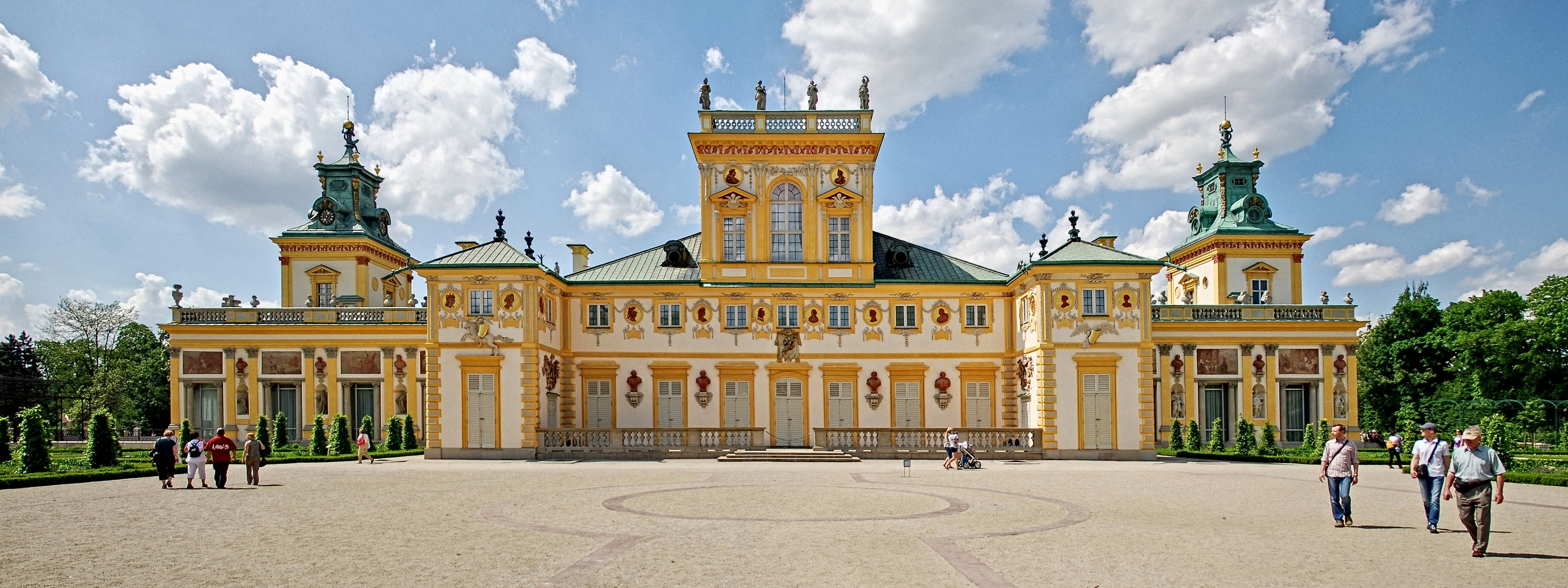
Wilanów-Palast von Jan Sobieski

Der Palast wurde von 1677 bis 1679 von Augustyn Wincenty Locci im Auftrag von König Jan III. Sobieski erbaut; er wird mitunter als polnisches Versailles bezeichnet. Die barocke Ausstattung glorifizierte die Siege Jan III. Sobieskis und die Tugenden seiner Gemahlin Königin Marysieńka. Nach dem Tod von Jan III. Sobieski residierte sein Nachfolger König August der Starke hier bis 1700. Er war berühmt für die großen und ausschweifenden Feste, die er im Schloss veranstaltete. Danach ging der Palast nacheinander in den Besitz der Magnatenfamilien Sieniawski, Lubomirski, Czartoryski, Potocki und Branicki über, die den Palast im Stil der folgenden Epochen umgestalteten. Der Palast wurde 1944 nach dem Warschauer Aufstand von der deutschen Wehrmacht geplündert und niedergebrannt. Ihr ursprüngliches Ziel, dieses Symbol der polnischen Nation vollständig zu zerstören, konnten sie jedoch aufgrund des Vorrückens der Roten Armee nicht mehr verwirklichen. Der Palast wurde nach dem Zweiten Weltkrieg in der ursprünglichen Barockform wiederaufgebaut.
Die Innenausstattung umfasst die Stilrichtungen Barock, Rokoko und Klassizismus. Zu besichtigen sind die Bibliothek, das Potocki-Museum mit zahlreichen Skulpturen und die Wohnräume mit zahlreichen Gemälden, darunter das bekannte Porträt von Jan Sobieski als Türkenbekämpfer zu Pferde. Die Sammlung von barocken Grabporträts ist die größte der Welt. Die parkseitige Fassade besitzt eine Sonnenuhr des Danziger Astronomen Hevelius, die neben der Uhrzeit auch das Tierkreiszeichen anzeigt.

### Schlosspark
Der Park von Wilanów wurde im 17. Jahrhundert im Barockstil nach italienisch-französischem Vorbild auf einer Fläche von 43 ha angelegt. Später wurden Teile im romantischen Stil umgestaltet. Zahlreiche Parkbauten und Skulpturen schmücken den Park. Der älteste Teil des Gartens wurde von Gerard Ciołek auf den Terrassen vor dem Schloss in geometrischen Formen mit Fontänen und Figuren rekonstruiert. Im Englischen Park nördlich des Schlosses gibt es mehrere Sarkophage der Schlosseigentümer, Obelisken und Säulen. Im Stil der Neorenaissance ist der Rosengarten westlich des Palastes gehalten.

### Potocki-Gruft

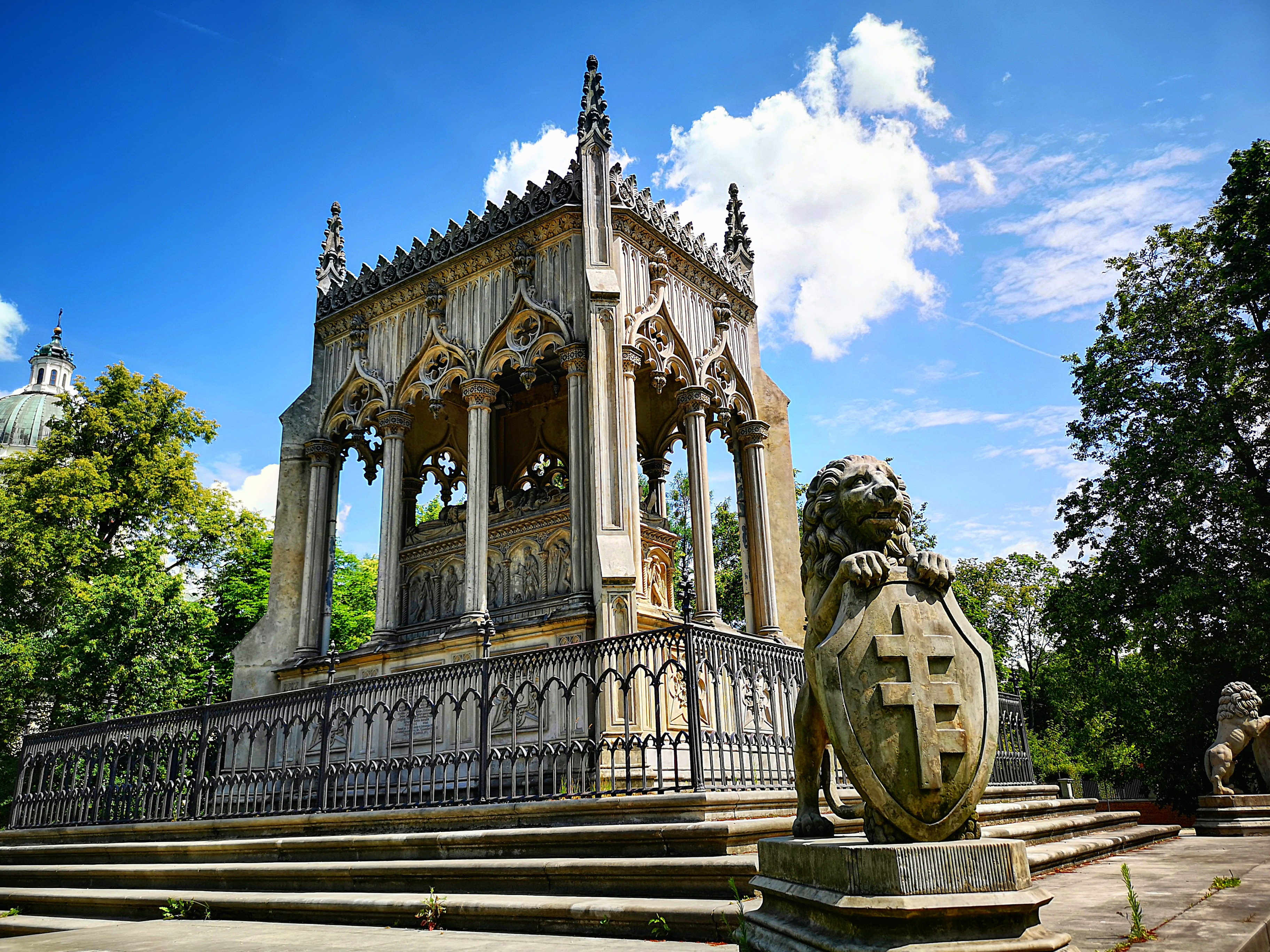
Das Potocki-Grabmal

Insbesondere das neogotische Grabmal über der Potocki-Gruft verdient Aufmerksamkeit. Das Mausoleum wurde 1799 bis 1892 errichtet, das Grabmal 1832 nach dem Projekt von Henryk Marconi mit den Skulpturen von Jakub Tatarkiewicz und Konstanty Hegel fertiggestellt.

### Orangerie und chinesischer Pavillon
Der Palastgarten besitzt eine Orangerie und einen chinesischen Pavillon im Englischen Park. Das bedeutende Plakatmuseum ist in der Nähe der Orangerie untergebracht.

### Plakatmuseum
Das Plakatmuseum in Wilanów ist der Kunst des Plakates gewidmet. Es sammelt Plakate aus Polen und aus aller Welt. Es befindet sich im umgebauten Gebäude der ehemaligen Reitschule auf dem Gelände des Königsschlosses Wilanów.

## Kirchen (Auswahl)

### St.-Anna-Kirche

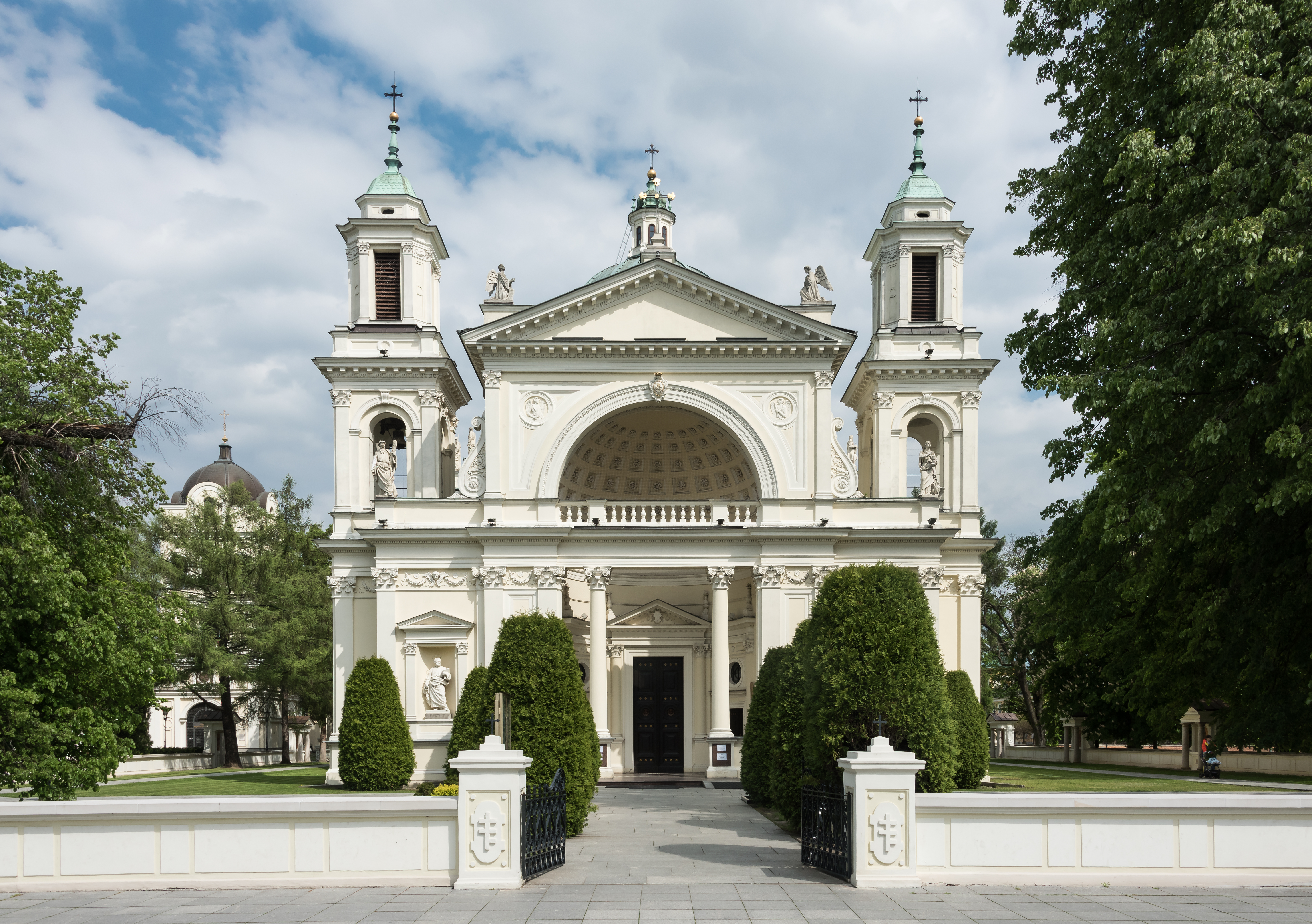
St.-Anna-Kirche

Die St.-Anna-Kirche im Park wurde in den Jahren 1772 bis 1775 für Adam Kazimierz Czartoryski im klassizistischen Stil errichtet und 1857 bis 1870 von Henryk Marconi und Jan Kacper Heurich im Stil der Neorenaissance umgebaut.

### Tempel der Göttlichen Vorsehung
Die Kirche wurde – nach lange zurückreichenden Planungen – im Jahr 2016 geweiht. Das monumentale Gebäude beherbergt auch ein Museum zu Papst Johannes Paul II. und anderen polnischen Persönlichkeiten.

## Miasteczko Wilanów
Miasteczko Wilanów ist ein ab dem Jahr 2002 errichteter neuer Stadtteil von Wilanów. Die auf einem Masterplan basierende Anlage basiert auf Prinzipien des New Urbanism und ist ein international beachtetes Stadtentwicklungsprojekt.